# Боровик Леонід Леонідович
Леонід Леонідович Борови́к (нар. 6 січня 1891, Баку — 1942, Ленінград) — український актор і художник театру.

## Життєпис
Закінчив Санкт-Петербурзьку академію мистецтв.
Як актор працював у театрах Західної України. Виконував характерні ролі: у трупах Ніни Бойко (1923—1924), Ольги Міткевич (1925—1926), Йосипа Стадника (1927—128), Народному театрі ім. І. Тобілевича (1929—1933), театрі «Заграва» (1933—1938), Театрі ім. І. Котляревського (1938—1939), який утворився в результаті злиття двох останніх, Львівському українському драматичному театрі ім. Лесі Українки (1939—1941).
Як художник оформляв більшість цих вистав у реалістично-романтичному стилі. Поза театром «Заграва» оформив вистави: «Галька» С. Монюшка, «Весела вдова» Ф. Легара, «Чумаки» І. Карпенка-Карого.
Як відзначає Оксана Резнік: «Леонід Боровик був першим західноукраїнським сценографом, чиї твори неухильно слідували засадам синтезу — відповідності декораційного оформлення сценічній дії. Варто зауважити, що Леонід Боровик працював також і актором, а це не могло не вплинути на реформування ним принципів оформлення сценічного середовища. Його декорації виконували роль носія візуальної інформації як для глядача, так і для акторів, й були місцем та умовами розвитку подій та манери гри — актор перебував у нерозривному зв'язку з оточенням, в якому діяв».

## Ролі
- Шуліка («Ой Морозе, Морозенку!» Г. Лужницького)
- Тарас Бульба (за однойменною повістю М. Гоголя)
- Тарас Шевченко (за однойменною п'єсою З. Тарнавського)
- Нерон (за романом «Камо грядеши?» Г. Сенкевича)
- Апостол Петро («Голгота» інсценізація Г. Лужницького за Євангелієм)
- Хаїм («Маруся Богуславка» М. Старицького)
- Батько («Безталанна» І. Карпенка-Карого)
- Бабич («Украдене щастя» І. Франка)
- Берест («Платон Кречет» О. Корнійчука)

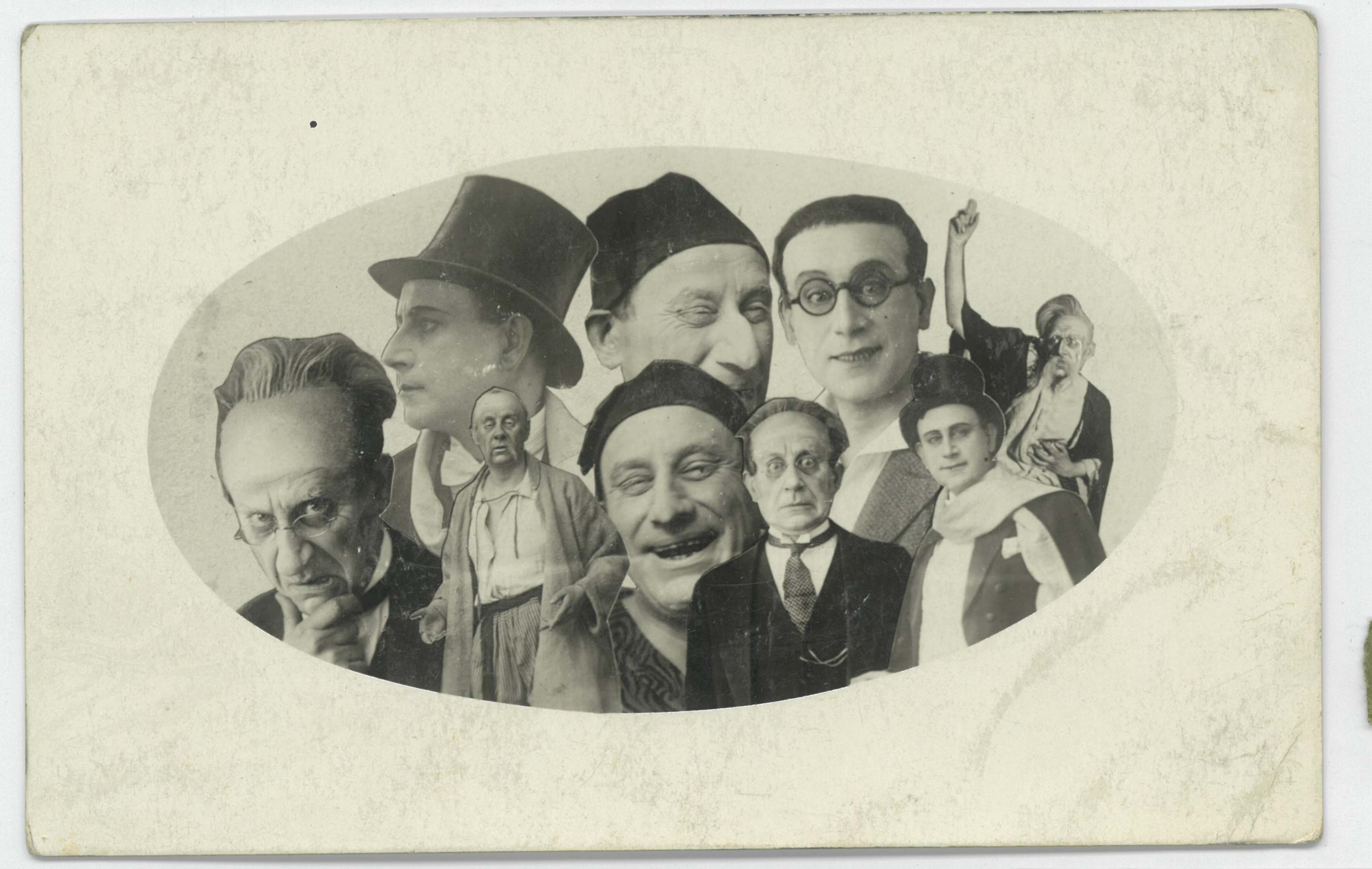
Персонажі з п'єс Леоніда Боровика